# Émeutes dans les banlieues françaises depuis les années 1970
Vous lisez un « bon article » labellisé en 2018.

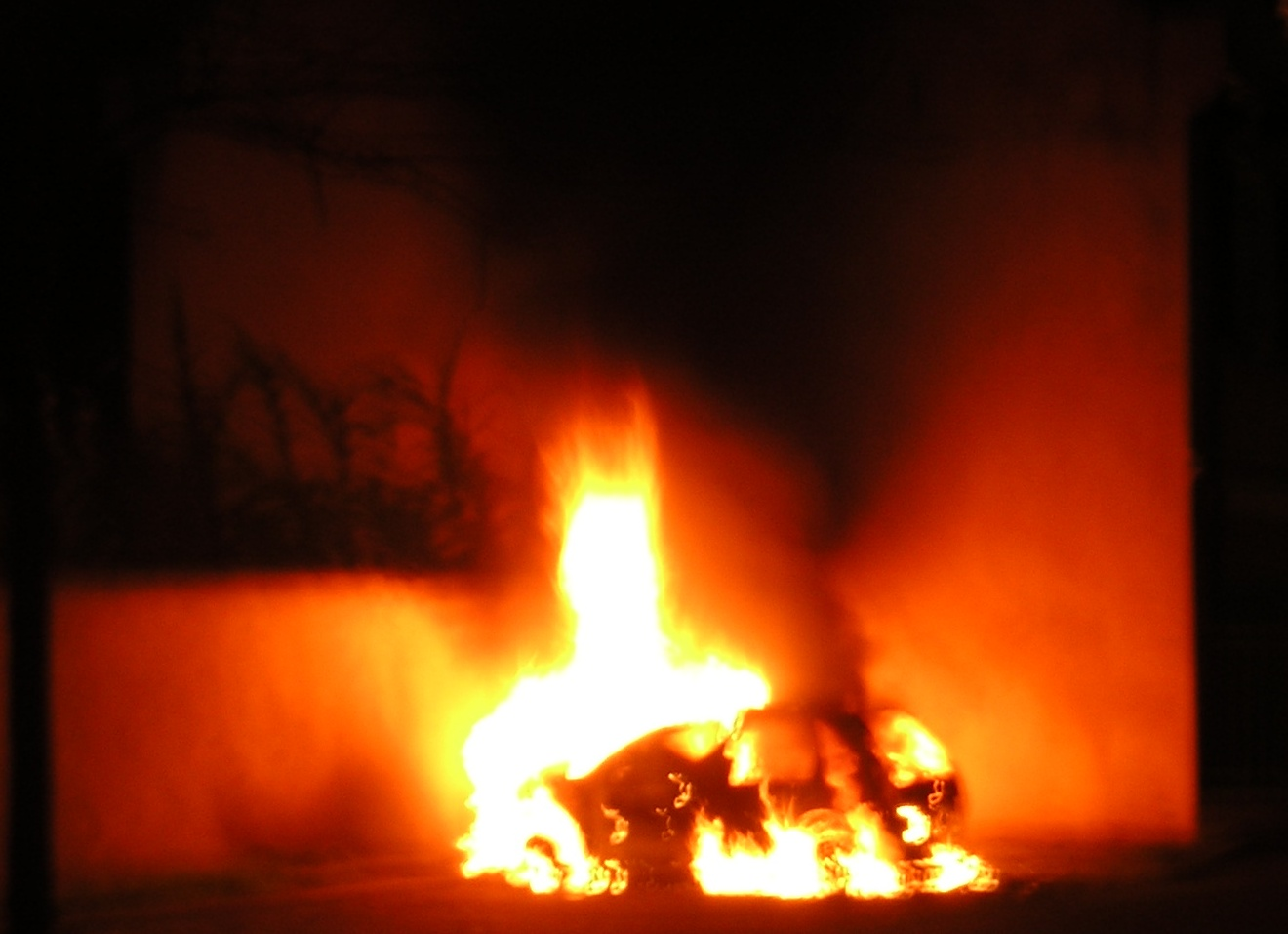
Voiture en flammes à Strasbourg, en 2005.

Les émeutes urbaines dans les banlieues françaises sont des violences urbaines généralement définies comme un trouble à l'ordre public violent et collectif, avec une coordination minimale, dans des banlieues de grandes agglomérations françaises à partir de la fin des années 1970, et plus précisément au sein de leurs grands ensembles.
En 1979, la première émeute urbaine française considérée comme telle a lieu à la Grappinière, près de Lyon (Rhône). La première couverte par des médias d'envergure nationale se déroule en 1990, toujours en banlieue lyonnaise, et marque le début des émeutes dans le reste de la France, et en particulier en Île-de-France. Les plus médiatisées à ce jour étaient les émeutes de 2005 dans les banlieues françaises, exceptionnelles par leur durée et leur ampleur, jusqu'aux émeutes de 2023.
Ces violences urbaines ont donné lieu à des réactions politiques et sociales : politique de la ville, opérations de rénovation urbaine, création des zones urbaines sensibles, entre autres. Elles ont aussi fait l'objet de nombreuses analyses sociologiques visant à identifier les causes communes aux troubles, à commencer par le « malaise des grands ensembles ».

## Définition
Il n'existe pas de définition académique des termes « violences urbaines » et « émeutes urbaines ». Les définitions proposées se rejoignent sur l'idée d'un trouble à l'ordre public violent et collectif, avec une coordination minimale. Elles impliquent aussi l'expression d'un malaise social et excluent, entre autres, le hooliganisme ou les « casseurs » en manifestation, dont l'origine des infractions n'est pas la même. Une des caractéristiques des émeutes urbaines est qu’elles « visent le plus souvent des biens collectifs qui, en pratique, bénéficient aux habitants du quartier ».
La définition communément acceptée des « émeutes urbaines » est limitée aux quartiers urbains relevant de la politique de la ville en périphérie des grandes agglomérations françaises et commençant à la fin des années 1970. La « première émeute urbaine d'ampleur en France » est considérée comme ayant eu lieu en 1979 dans la cité de la Grappinière, en banlieue de Lyon,.
Dès 1993, les violences urbaines françaises sont classées par la direction centrale des Renseignements généraux en huit paliers, dont deux qui relèvent de l'émeute. Le septième palier des violences urbaines est caractérisé par l'émeute urbaine rapide, spectaculaire et violente mais sans lendemain, avec saccage d'un quartier sans organisation préalable. Le huitième palier, quant à lui, inclut les saccages et pillages, agressions de particuliers, et affrontement entre les émeutiers et les forces de l'ordre.
La répartition géographique des actes violents recoupe la carte de l'urbanisation française, avec des foyers d'émeutes essentiellement situés en région parisienne, dans les départements des Bouches-du-Rhône et du Nord, ainsi que dans les régions lyonnaise et grenobloise.

## Historique

### Avant les émeutes, le malaise des grands ensembles
Les émeutes urbaines françaises trouvent leurs origines dans les grands ensembles, ces bâtiments construits pendant les Trente Glorieuses pour accueillir des populations en difficulté financière, souvent immigrée.
Dès le XIXe siècle, les endroits où se rassemblent les personnes pauvres sont mis en cause par d'autres qui craignent l'éclatement de la nation. Les cités HLM ne font pas exception et sont considérées comme des ghettos, espace de réclusion et d'exclusion. Les « classes dangereuses », groupes sociaux accusés de nuire d'abord aux quartiers populaires, puis aux grands ensembles quand on les y envoie, deviennent une question récurrente, sont de plus en plus liés à des tensions parfois violentes.
Dès 1959, la polémique sur le mal des grands ensembles commence avec la publication des travaux de quatre experts dans la revue L'Habitation. Des revues généralistes commencent à qualifier les grands ensembles de « cages à lapins », le ministre de la Construction Pierre Sudreau les rejoint sur ce point.

### Années 1970 et 1980 en banlieue lyonnaise

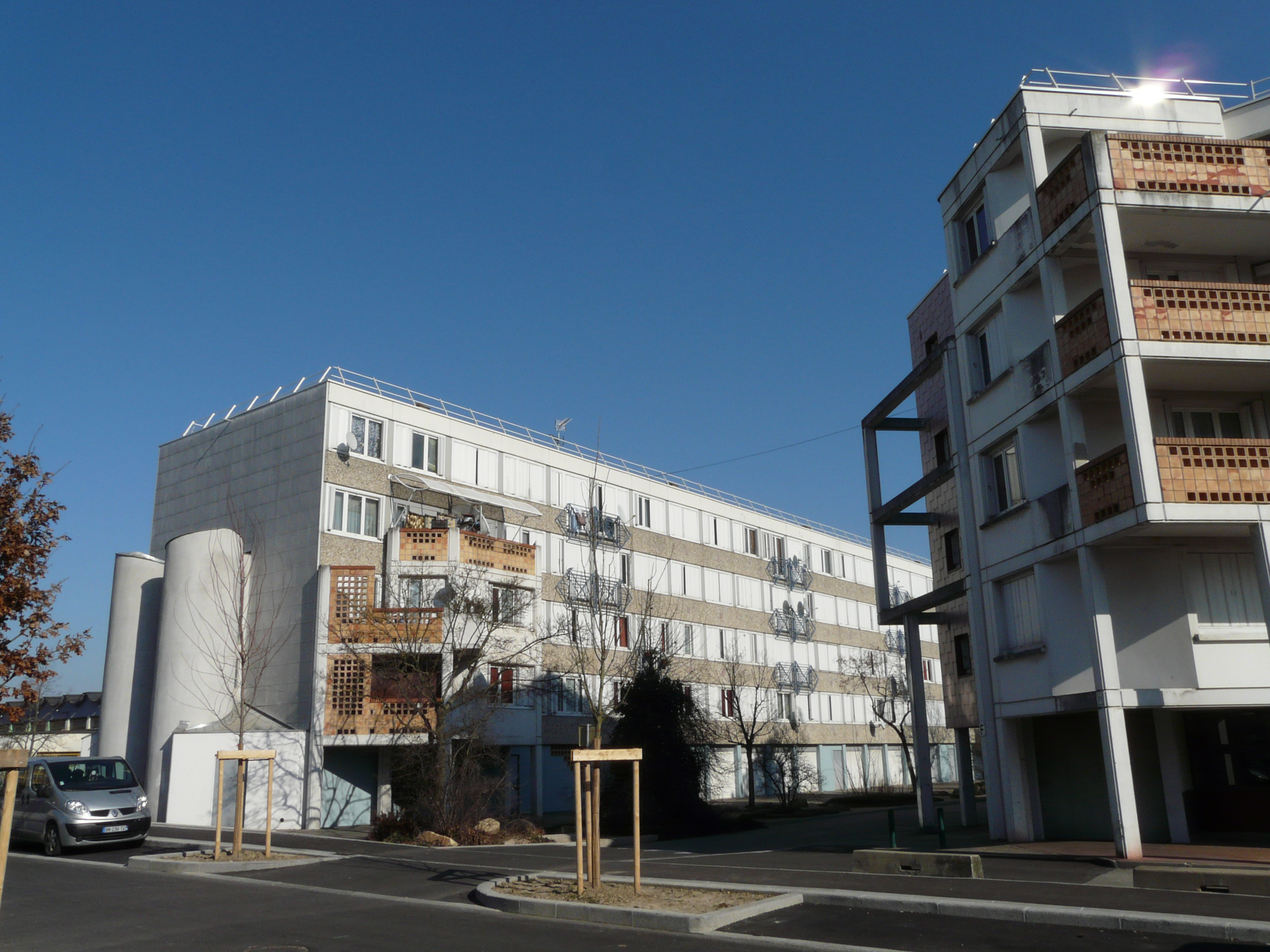
La Grappinière à Vaulx-en-Velin.

Les premières émeutes urbaines considérées comme telles ont lieu en 1979 dans le quartier de la Grappinière à Vaulx-en-Velin, dans la banlieue de Lyon. Des habitants du quartier se soulèvent contre les forces de l'ordre en condamnant le « harcèlement policier » dont ils estiment être victimes, en particulier les jeunes d'origine maghrébine.
En 1978, le maire de la ville voisine de Villeurbanne, Charles Hernu, obtient le permis de démolir la cité Olivier-de-Serres, qui contient 336 logements habités par 2 300 personnes, en la qualifiant de « vivier à délinquance ». Des affrontements ont lieu dans ce quartier en 1979 et 1980.
De juillet à septembre 1981, de violentes émeutes éclatent dans le département du Rhône, d’abord aux Minguettes, un quartier de Vénissieux, puis à Villeurbanne et à Vaulx-en-Velin,,. France Inter indique qu'il s'agit de la première émeute urbaine en France. C'est en tout cas la première émeute urbaine retransmise en direct au journal de 20 heures. Un gendarme en civil et un CRS sont blessés ; des centaines de voitures sont incendiées. Les événements attirent l'attention du pays sur le « malaise des grands ensembles »,. De leur côté, les maires locaux et le ministre de l'Intérieur Gaston Defferre appellent à la répression policière pour combattre le banditisme.
Durant l'été 1983, de nombreux contrôles policiers sont conduits aux Minguettes. Toumi Djaïdja, président de l'association locale SOS Avenir Minguettes, qui a entre autres organisé une grève de la faim contre les violences policières et l'impunité des auteurs de crimes racistes, aide un jeune attaqué par un chien policier ; il est atteint par une balle,. Bernard Grasset, préfet de Police de Lyon, affirme que l'auteur du tir n'est pas inquiété par la justice parce qu'il a fait usage de son arme en légitime défense ; il est aussi le premier homme politique français à publiquement reconnaître les violences policières. Djaïda est transporté d'urgence à l'hôpital, gravement blessé au ventre. L'événement inspire à Djaïda l'organisation de la Marche pour l'égalité et contre le racisme, qui va de Marseille à Paris d'octobre à décembre 1983, sur le modèle de la marche du sel de Gandhi et des mouvements noirs aux États-Unis pour la défense des droits civiques.
Le 6 octobre 1990, un jeune habitant de Vaulx-en-Velin paralysé des deux jambes, Thomas Claudio, meurt dans un accident avec une voiture de police alors qu'il était passager d'une moto lancée à vive allure. Il s'agit de la onzième victime en lien avec la police ou avec des vigiles depuis 1980. À la suite de l'événement, des affrontements ont lieu entre des habitants et la police entre minuit et deux heures du matin. Ils reprennent le lendemain, quatre journalistes et sept pompiers sont blessés, des incendies sont déclenchés et le centre commercial Intermarché est pillé,,. Des témoins parlent de provocations par des personnes extérieures à la ville qui veulent affronter la police et piller les magasins. Le maire, Maurice Charrier, et les commerçants dénoncent la lenteur de l'intervention des forces de police,. Pendant trois jours, les émeutes sont retransmises à la télévision et estampillées « guérilla urbaine » et « intifada des banlieues ». Le mardi après-midi, les émeutes sont considérées comme terminées, mais le témoignage du pilote de la moto au journal télévisé dans lequel il affirme que la voiture de police a provoqué l'accident volontairement provoque une reprise des incidents pendant la nuit, malgré la présence de « 700 policiers dans la ville ». Les violences s'étendent aussi aux villes environnantes, en particulier Meyzieu et Décines. À partir du lundi 8 octobre 1990 et dans la semaine qui suit, les émeutes font trois fois la une du Monde et de Libération, quatre fois celle du Figaro, deux fois celle de L'Humanité et du Parisien. Les hebdomadaires Le Nouvel Observateur, L’Express et Le Point annoncent l’événement en couverture. Il s'agit de la première couverture dédiée à des émeutes urbaines en dehors de la presse régionale et des mentions de moins de deux minutes au journal télévisé. Les trois jours d'émeute sont à l'origine de dégâts matériels évalués à 80 000 000 FRF (21 256 000 EUR2023).

### Début des années 1990: de la banlieue lyonnaise à la France entière
En mars 1990, à Chanteloup-les-Vignes, des émeutes secouent la ville. Deux bandes rivales, l'une de Chanteloup-les-Vignes, l'autre d'Achères, s'affrontent à coups de barres de fer et de battes de baseball. Un groupe de trente se bat, blessant trois personnes et brisant de nombreuses vitrines et des pare-brises de voitures. Un voisin affirme avoir tiré quelques coups de feu en l'air pour les éloigner. Le maire de Chanteloup, Pierre Cardo, constate que les forces de l'ordre n'arrivent pas à maîtriser la guerre des bandes. Des CRS sont envoyés en renfort. La ville est surnommée « Chicago-en-Yvelines » dans le journal télévisé de France 3.
En mars 1991, à Sartrouville, trois vigiles ont une altercation avec quelques jeunes qui sont sortis du magasin Euromarché sans y faire d'achats. Une bagarre éclate et un des vigiles, Kamel Zouabi, abat Djamel Chettouh, 18 ans, d'une balle dans la poitrine. Chettouh meurt dans la voiture des vigiles sur le chemin de l'hôpital. L'événement est suivi d'émeutes dans son quartier, la Cité des Indes,, et d'autres quartiers les rejoignent, en particulier des habitants d'Argenteuil et de Nanterre. Le maire se rend sur place, mais est accueilli sous les cris de « Démission », il est renvoyé par la police. Une cinquantaine de CRS vient en renfort vers une heure du matin. Deux jours plus tard, au centre-ville de Sartrouville, un magasin de meubles est incendié et 5 policiers et 2 pompiers sont blessés. Le maire Laurent Wetzel qualifie les victimes de « voyous ». Les trois vigiles d'Euromarché sont condamnés, cinq ans plus tard, pour « coups et blessures volontaires ayant entraîné la mort sans intention de la donner ».
En octobre 1992, un habitant de Vaulx-en-Velin, Mohamed Bahri, 18 ans, est tué par balles à Crémieu par les gendarmes alors qu'il fonçait sur eux au volant d'une BMW volée. Sa mort est suivie de trois nuits d'émeutes lors desquelles des coups de feu sont tirés sur un commissariat et 33 véhicules sont brûlés ou endommagés. Les gendarmes ayant tiré bénéficieront d'un non-lieu pour avoir agi en état de légitime défense.
Le 27 décembre 1993, Mourad Tchier est tué d'une balle dans le dos par un brigadier-chef du commissariat de Vénissieux après avoir tenté de s'échapper à pied d'une voiture volée, après une course-poursuite. Pour sa défense, le brigadier-chef affirme s'être « senti menacé »,. Pendant plusieurs jours, à Bron, une cinquantaine d'habitants du quartier se bat avec des policiers. Le procureur de Lyon demande l'ouverture d'une information pour rechercher les causes de la mort de Mourad Tchier, ce qui est interprété par le public comme une tentative de protéger le policier,. Le 2 février 1994, sa famille porte plainte pour homicide volontaire et le policier est mis en examen. En 1994, un rapport d'Amnesty International condamne l'inaction de la justice qui a mis en examen le brigadier-chef mais n'a pas instruit la plainte déposée par les parents de Tchier. Le juge invoque une surcharge liée à l'affaire du gang des ripoux de Lyon pour expliquer son retard,.
Le 1er novembre 1993, un habitant du quartier de Mézereaux, à Melun, est victime d'un accident sur une moto volée à la suite d'un contrôle de police. Le décès est suivi de trois jours d'émeutes,,,.

### En 1994
Dans la nuit du 26 au 27 janvier 1994, sur le parking d'un hôtel de Val-de-Reuil, près de Rouen, deux gendarmes surprennent trois personnes en flagrant délit de vol de voiture. Un gendarme tire sur la voiture, mais les voleurs s'échappent. Vers deux heures du matin, le cadavre d'Ibrahim Sy est retrouvé devant la gendarmerie d'Oissel ; il y a été déposé par ses deux camarades. La mort déclenche de violentes émeutes dans le quartier des Sapins de Rouen, d'où Sy est originaire,. Les émeutes durent trois jours. Les images des émeutes servent en partie au générique de début du film La Haine. En janvier 1994, la famille de Sy porte plainte pour meurtre contre X. En août 1994, Amnesty International fait part de ses doutes sur la pertinence de la légitime défense.
En mars 1994, au parc de La Courneuve, Philippe Huynh est exécuté de deux balles dans la tête par un chef de bande. Le meurtrier est frappé par des habitants de Garges-lès-Gonesse, puis livré à la police. Une rumeur court, le quartier croit que le tueur va être relâché par la police. Pendant deux nuits, des émeutes ont lieu avec incendies de voitures, pillage de centres commerciaux et attaques de CRS. Des pompiers et des journalistes sont blessés. Le même mois, à Avignon, des émeutes suivent la mort de Mohammed Tajra,.
En avril 1994, une émeute éclate dans les quartiers nord-ouest de Toulon. Les cités du Jonquet, de la Baume et du Guynemer s'enflamment pour protester contre la mort de Faouzi Benraïs, alors qu'il était parti acheter un hamburger, sur une moto, sans casque, sans assurance, sans permis et en grillant 3 feux rouges.
En septembre 1994, à Pau, Azouz Read est tué par le propriétaire d'une camionnette qu'il est en train d'essayer de voler. Sa mort est suivie de deux soirs d'émeutes dans le quartier de l'Ousse-des-Bois,. Quatre voitures sont brûlées et la bibliothèque et l'école du quartier sont incendiées ; un policier est blessé à la jambe.

### En 1995
En mai 1995, Imad Bouhoud, 19 ans, est jeté dans le bassin Vauban du port du Havre par des skinheads,. La mort est suivie d'autres incidents au Havre : environ 150 personnes de 16 à 20 ans affrontent la police en scandant « mort aux skins », un bar est pillé et des voitures sont brûlées,.
En juin 1995, à Noisy-le-Grand, Belkacem Belhabib se tue en moto pendant une course-poursuite avec la police,. Une centaine de personnes se retrouvent devant le commissariat pour réclamer une explication. Quatorze personnes sont interpellées lors d'une enquête sur les incendies criminels qui suivent le décès : trois écoles, un gymnase et plusieurs voitures ont été incendiées. Cependant, cette opération de commando, « trop bien préparée », ne suit pas le schéma classique des émeutes, ce qui pousse Libération à évoquer « l'hypothèse d'une provocation montée pour créer à Noisy-le-Grand un réflexe « sécuritaire » lors de l'élection municipale ».
Le 29 septembre 1995, Khaled Kelkal, organisateur des attentats de 1995 en France, est retrouvé près de Lyon à Yzeron avec un autre terroriste. Les deux hommes font feu sur deux gendarmes à de nombreuses reprises dans les bois. Traqué durant plusieurs jours, Khaled Kelkal est repéré à nouveau à Vaugneray. Alors qu'il est à terre et blessé après avoir tiré plusieurs fois sur les gendarmes, un gendarme crie à son collègue « Finis-le, finis-le »,, ; Kelkal semble viser les gendarmes avec son arme. Pour la première fois, les plateaux de télévision associent ouvertement banlieues et islamisme. La premier octobre 1995, deux cents personnes affrontent les forces de l'ordre à Vaulx-en-Velin, puis les émeutes se déplacent au reste de la banlieue lyonnaise et surtout à Givors, Vénissieux, Bron, Saint-Priest, Villeurbanne et Meyzieu.
En novembre 1995, Djamel Benakka est abattu par un policier au commissariat de Laval. Dans la soirée, alors que l'information devient publique, des habitants du quartier brisent des vitrines du centre commercial et tentent de mettre le feu à la nouvelle cafétéria. Le policier est relaxé, plaidant la légitime défense : Benakka a volé l'arme d'un de ses gardiens et l'a retournée contre les trois policiers. Le cas prête cependant à confusion, en particulier parce que la police refuse de publier la vidéo de surveillance du poste de police.

### Fin des années 1990
Le 18 décembre 1997, Fabrice Fernandez est abattu d'une balle dans la tête, tirée à bout portant pendant un interrogatoire dans les locaux du commissariat du neuvième arrondissement de Lyon. Deux nuits d'émeutes suivent la mort, et pendant plusieurs mois, les bus arrêtent régulièrement leur circuit avant d'entrer dans le quartier de La Duchère, dont il est originaire.
Le 17 décembre, à Fontainebleau, un homme est tué par la police d'une balle dans la tête pour avoir forcé un barrage. Le passager de la voiture est battu par les policiers jusqu'à l'arrivée d'un passant. Il s'ensuit une semaine d'émeutes à Dammarie-les-Lys, dans la banlieue de Melun, dont la victime est originaire,.
Le 29 janvier 1998, à 17 h 45, des émeutes éclatent au centre commercial de la Part-Dieu, à Lyon. 300 à 400 personnes venues de banlieue proche et des cités de Lyon affrontent les forces de l'ordre, appelées en renfort après une altercation avec des vigiles. La bataille fait sept blessés, dont quatre policiers. Les personnes interpellées sont toutes mineures.
Le 13 décembre 1998, Habib Ould Mohamed dit « Pipo », meurt des suites d'une interpellation, lors d'un flagrant délit de vol de voiture, au Mirail à Toulouse,. S'ensuivent de violents affrontement entre émeutiers et CRS pendant cinq nuits, ainsi qu'une manifestation regroupant plus de 2 500 personnes. Plus d'une centaine de voitures sont incendiées et les locaux de la Caisse d’allocations familiales et du commissariat de quartier sont dévastés par les flammes.
En janvier 1999, la commune de Givors, située au sud de la banlieue lyonnaise, a été le théâtre d'émeutes marquées par des tensions liées au banditisme pour la première fois en France. Ces événements ont été déclenchés par la mort tragique d'un braqueur de 20 ans, originaire de cette commune. Ce dernier avait participé, avec trois complices, à un braquage d'un bureau de poste à Tain-l'Hermitage. Lors de cette opération, il a été atteint de deux balles à la tête alors qu'il tentait, avec deux de ses complices, d'échapper aux forces de l'ordre. Les émeutes ont duré plusieurs jours, entraînant des dégradations matérielles et des interventions policières massives.[réf. nécessaire]
En mai 1999, à Vauvert, Mounir Oubajja est abattu par un habitant de la commune qui affirme plus tard avoir cru qu'on lui volait sa voiture. Le lendemain de la mort d'Oubajja, plusieurs bars et commerces de la vieille ville sont vandalisés et incendiés.
Au mois de décembre 1999, Mohamed Elouari, originaire du quartier des Chaumes à Montauban, est abattu par le propriétaire de la villa qu'il tente de cambrioler. En réaction, des émeutes éclatent dans son quartier : des habitants s'opposent aux forces de l'ordre et des équipements publics sont incendiés dans les cités des Chaumes, Cellier, Pyrénées et Chambord. Les incidents s'étendent ensuite au centre-ville, où des cocktails Molotov sont lancés deux soirs après le décès d'Elouarijeu,.
De nombreuses émeutes ont lieu dans la Cité Berthe à la Seyne sur Mer, notamment en 1997 après la mort d'un jeune circulant à moto tué par la police et en 2000 après la suicide d'une mère de famille qui saute par la fenêtre de son appartement lors d'une perquisition policière. On retrouve encore des émeutes en 2011 lors d'une intervention policièreet encore en 2021 également lors d'une intervention policière.

### Début des années 2000

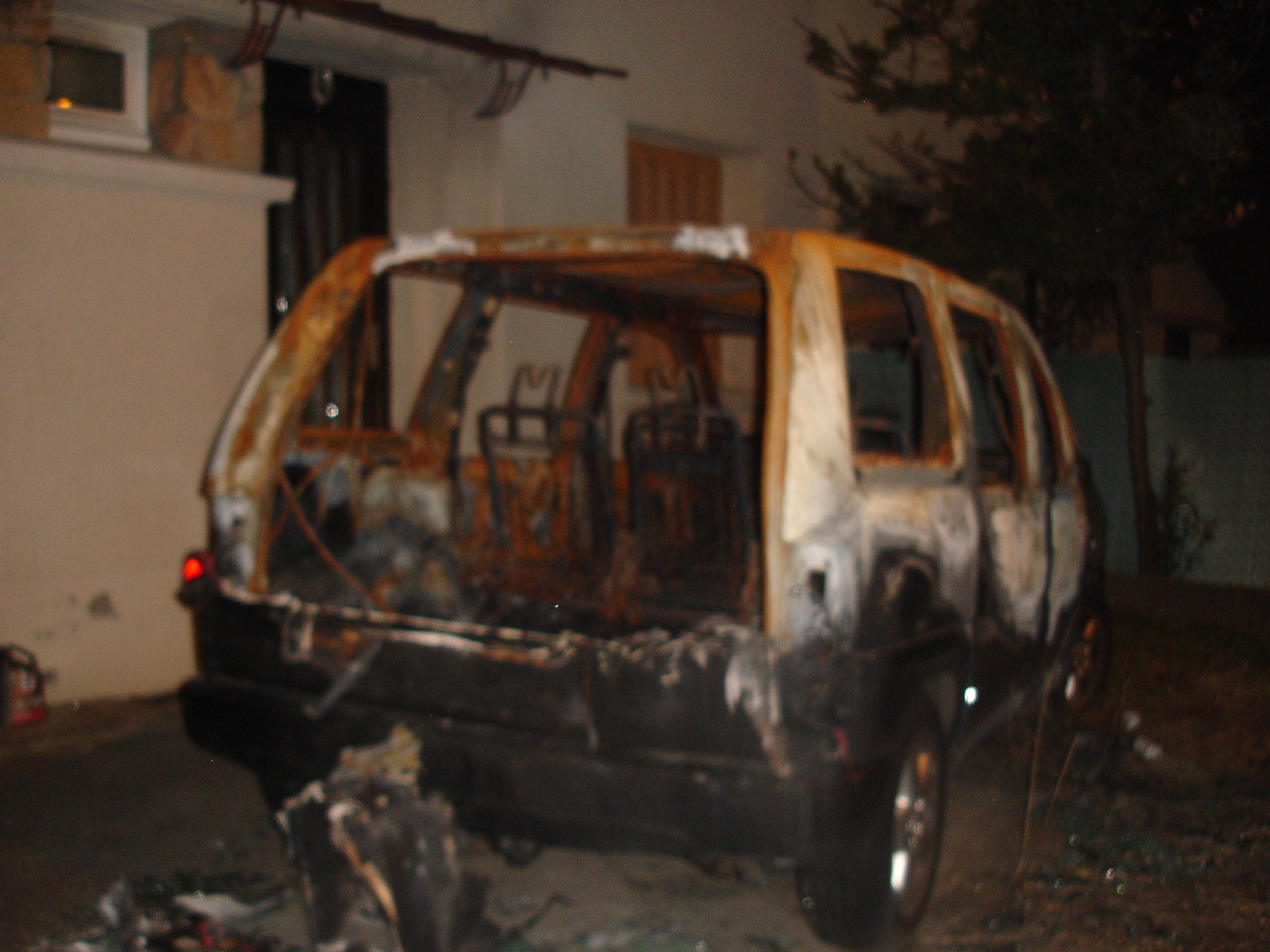
Voiture brûlée, décembre 2007.

Le 12 juillet 2000 à Montbéliard, une émeute éclate dans la zone à urbaniser en priorité de la Petite-Hollande. Trois cents personnes affrontent les CRS et la police qui cherchent à arrêter un habitant du quartier accusé de grand banditisme. Quand il se rend, plusieurs adolescents lancent des projectiles vers les policiers. Un policier est blessé par un morceau de verre dans le genou.
En septembre 2000, Ali Rezgui est tué par un policier à Combs-la-Ville alors qu'il force un barrage routier en compagnie de deux complices, dont l'un est Amedy Coulibaly. Les cités de la Grande-Borne à Grigny et des Tarterêts à Corbeil-Essonnes sont le terrain d'émeutes. Une personne, postée sur un toit, tire à la carabine sur le pied d'un policier, qui doit être opéré. Une centaine de CRS est appelée en renforts. Le policier, quant à lui, plaide la légitime défense et bénéficie d'un non-lieu.
En octobre 2001, à Lure, Benamane et un ami, tous deux ivres, ont une altercation avec deux hommes en voiture. Le conducteur tire à bout portant dans la poitrine de Benamane et sur la jambe de la personne qui l'accompagne. La police n'intervient pas, en raison d'une surcharge de travail, et à l'arrivée des pompiers, Benamane est mort. Dans la cité des Chenevières à Héricourt, des habitants du quartier brûlent des poubelles et des voitures, reprochant son inactivité à la police, qui a fini par envoyer une patrouille et un inspecteur plus tard dans la soirée. Un escadron de gendarmerie est appelé en renfort.
En octobre 2001 à Thonon-les-Bains, quatre personnes meurent dans un accident de voiture en essayant de forcer un barrage de police,. La nuit suivante, plusieurs groupes de personnes incendient plusieurs dizaines de voitures : en raison du manque d'informations de la police, une rumeur circule, affirmant que la voiture a volontairement été percutée par la brigade anti-criminalité. Des tensions dues, selon Le Temps, notamment aux relations entre les jeunes Maghrébins et certains membres des forces de l'ordre, suscitent l'émeute,. Les familles des victimes sont convoquées au commissariat pour les besoins de l'enquête, ce qui crée des violences supplémentaires autour du poste de police. Une explosion de gaz endommage un immeuble et deux appartements, alors que des habitants attaquent le commissariat local avec des pierres. Ils qualifient les policiers locaux de « cow-boys qui s'ennuient et qui veulent de l'action »,.
En décembre 2001, un habitant de la cité de la dalle Robespierre de Vitry-sur-Seine est abattu par la police pendant un hold-up à Neuilly-sur-Marne. Quelques heures après les faits, les véhicules en patrouille sont lapidés dans le quartier de la dalle Robespierre, jusqu'à deux heures du matin. Une dizaine de voitures et cinq conteneurs à poubelles sont incendiés. Le 29 décembre, une grenade armée est lancée dans le parking du commissariat, mais n'explose pas.
En février 2002, à Évreux, un dealer meurt d'une overdose après avoir avalé des sachets de cocaïne pour échapper à une fouille pendant sa garde à vue,. Une cinquantaine d'habitants des quartiers de la Madeleine et de Nétreville brûle des voitures et saccage des magasins à coups de battes de baseball pendant plus de quatre heures, exprimant des doutes quant à la version officielle des faits. Une compagnie de CRS est déployée dans la soirée.
Le 3 mars 2003, un cambrioleur de 17 ans est tué d'une balle dans la tête par un gendarme. Les habitants de la ZUP de Valdegour, à Nîmes, dénoncent l'utilisation d'une arme à feu face à une personne non armée et en fuite, tensions aggravées par la conviction que le gendarme sera acquitté. Des petits groupes de jeunes affrontent une soixantaine de policiers et CRS qui défendent un commissariat, à coups de jets de pierres et de cocktails Molotov. Un émeutier tire avec un fusil calibre 12, blessant légèrement un passant. Un centre commercial est vandalisé. En réponse aux événements, des gérants de commerce du village organisent une pétition de soutien aux gendarmes. Le gendarme est acquitté.
Le 25 décembre 2003, un suspect emprisonné depuis dix jours est retrouvé mort pendu dans sa cellule au centre pénitentiaire du Pontet, près d'Avignon. Ses proches réfutent la thèse du suicide, en particulier en raison de la présence d'hématomes sur le visage du mort et parce que les visites lui ont été interdites. Il s'agit du quatrième suicide dans cette prison en neuf mois, et il a écrit une lettre niant son implication dans le viol collectif dont il est accusé. Des violences éclatent dans la cité Monclar d'Avignon. Soixante-dix CRS sont appelés en renfort.
En mars 2004, une personne en détention provisoire est retrouvée pendue à l'aide d'un drap dans sa cellule à la maison d'arrêt de l'Elsau, près de Strasbourg. La personne, qui ne présentait pas de tendances suicidaires lors de son examen psychologique, demandait à être incarcérée ailleurs qu'à Strasbourg pour sa sécurité, mais c'est pendant la semaine d'attente avant son transfert à Mulhouse qu'elle meurt. Une centaine de personnes manifeste devant le commissariat central et des voitures sont incendiées. Quatre jours plus tard, une autre personne meurt d'un accident en essayant d'échapper à un barrage routier avec une moto volée : les violences recommencent pendant une journée. Un policier est blessé par un jet de pierre.
Début 2005, une émeute éclate dans le quartier de la Goutte-d'Or à Paris (18e arrondissement), à la suite de la grave blessure par balle causée  par un fonctionnaire de police à un homme de 19 ans soupçonné de revendre du crack. Des habitants du quartier réagissent à une supposée bavure et brisent des vitrines, des voitures et des cabines téléphoniques. Six policiers sont légèrement blessés.
Le 20 juin 2005, un enfant est tué par une balle lors d'une fusillade entre deux bandes rivales à la Cité des 4000 à La Courneuve. Nicolas Sarkozy, ministre de l'Intérieur, déclare lors de son déplacement sur place vouloir « nettoyer la cité au Kärcher ». Le 25 octobre à Argenteuil, il déclare à une habitante : « Vous en avez assez de cette bande de racailles, hein ? Eh bien, on va vous en débarrasser », Sarkozy intensifie alors sa lutte contre l'économie souterraine et le trafic de drogues. Durant les dix premiers mois de 2005, la pression policière contre les trafiquants ne cesse de croître,.

### Émeutes de novembre 2005

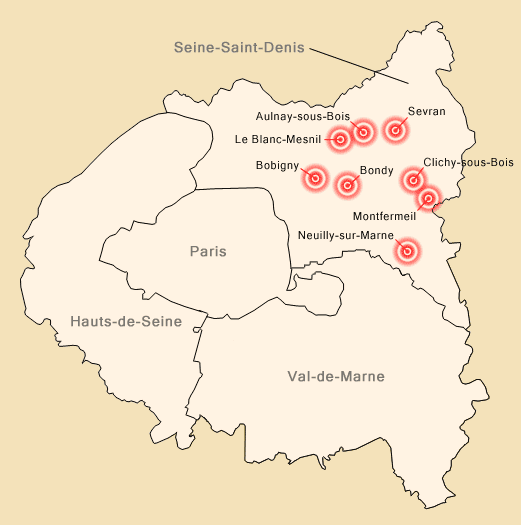
La localisation des émeutes urbaines au 1er novembre 2005.

Les « émeutes de 2005 » dans les banlieues françaises sont des violences urbaines qui ont commencé à Clichy-sous-Bois à la suite d'un double événement : d'abord la mort de deux adolescents, Zyed Benna et Bouna Traoré le 27 octobre 2005, électrocutés dans l'enceinte d'un poste électrique alors qu'ils cherchaient à échapper à un contrôle de police ; et trois jours plus tard, le jet d'une grenade lacrymogène à l'entrée d'une mosquée de cette même ville par des forces de l'ordre. Les émeutes, d'abord limitées à Clichy-Montfermeil, s'étendent à plusieurs banlieues parisiennes, notamment à Clichy-sous-Bois ainsi qu'à Évry, Grigny, Corbeil-Essonne et Brétigny-sur-Orge. Elles gagnent ensuite la France entière. L'état d'urgence est déclaré le 8 novembre 2005, puis prolongé pour une durée de trois semaines consécutives, s'accompagnant de la mise en œuvre d'un couvre-feu.

### Émeutes de 2007 à Villiers-le-Bel
Des violences urbaines surviennent en 2007 à Villiers-le-Bel (Val-d'Oise) entre le 25 et le 28 novembre 2007, consécutivement à la mort de deux adolescents montés sur une moto-cross, entrés en collision avec un véhicule de la Police nationale. La particularité de ces émeutes se traduit par l'utilisation, au cours d'embuscades violentes et planifiées, de projectiles incendiaires et d'armes à feu contre les unités de police chargées de ramener l'ordre. Sur le seul périmètre du Val-d'Oise, les ministères de l'Intérieur et de la Justice font état de 119 policiers blessés, dont 81 par des tirs de chevrotine, et parmi lesquels 5 le sont plus grièvement par des projectiles de plus gros calibre,.
Ces émeutes sont sanctionnées par la mise en examen de dix émeutiers et de trois individus reconnus coupables de tirs sur les policiers. Sur la mort des deux adolescents, le conducteur du véhicule de police est condamné au chef d'homicide involontaire. Depuis ce drame, les prises en charge par les forces de l'ordre de deux-roues refusant d'obtempérer aux injonctions de s'arrêter soulèvent de nombreuses difficultés à cause des rodéos urbains.

### Années 2010
Le mercredi 8 juillet 2009, des épaves calcinées de véhicules témoignent d'une première nuit d'émeute à Firminy après la tentative de suicide de Mohamed Benmouna, 21 ans, au commissariat voisin du Chambon-Feugerolles. Après trois nuits d'émeutes à Firminy et dans les cités voisines, le centre commercial est incendié.
Karim Boudouda, habitant de La Villeneuve, est tué par la police après avoir braqué le casino d'Uriage le 16 juillet 2010. Quelques heures après son décès, la police fait une perquisition chez le frère et la mère de l'homme abattu, sous escorte de la brigade anti-criminalité, et ne trouve rien. La nuit suivante éclatent des émeutes qui impliquent une trentaine de personnes décidées à le venger. Plusieurs dizaines de voitures sont brûlées et la police et les émeutiers échangent des tirs à balles réelles à deux ou trois reprises. Une lourde opération de police, relayée par les médias locaux et nationaux, est alors lancée à Arlequin Nord, déployant jusqu'à 300 hommes dont des brigades d'interventions spéciales du RAID et GIPN. Pendant plusieurs jours, La Villeneuve est isolée du reste de la ville, notamment en raison de l'arrêt de la circulation du tramway. Les émeutes durent plusieurs nuits consécutives.
En février 2017, l'affaire Théo a lieu : Théo Luhaka, habitant de la banlieue parisienne, aurait été violé et maltraité par des policiers pendant un contrôle d'identité à Aulnay-sous-Bois. Plusieurs centaines de personnes se regroupent devant le tribunal de Bobigny : plusieurs magasins sont vandalisés et la gare routière est quasi-rasée. Une voiture de journaliste est incendiée sans faire de blessés. Des manifestants portent des pancartes demandant aussi la vérité sur l'affaire Adama Traoré. Plus tard dans la semaine, des commissariats sont attaqués dans plusieurs villes de la région parisienne. À Marseille, des affrontements ont lieu entre 250 manifestants et la police. À Rouen, quatorze personnes sont interpellées après des affrontements. D'autres affrontements ont lieu à Villeurbanne, Chambéry et Rodez.
En juillet 2018, l'affaire Aboubacar Fofana, provoque quatre nuits d'émeutes dans plusieurs quartiers sensibles à Nantes.
En 2021, éclate une grosse émeute dans le quartier de La Gabelle à Fréjus qui blesse un policier. Les émeutes s'enchainent notamment au moment des victoires du Maroc à la coupe du monde 2022. Le maire de la ville décide alors de priver le quartier de subventions, une décision critiquée comme discriminatoire, injuste voire raciste par de nombreux observateurs.
En 2022, une émeute éclate à la cité de la Présentation à La Seyne-sur-Mer.

### Émeutes de juin 2023
En juin 2023 à Nanterre, un jeune automobiliste de 17 ans, Nahel Merzouk, est tué par la police lors d'un contrôle routier, à la suite d'un refus d'obtempérer. L'évènement relance le débat sur les violences policières et le racisme systémique au sein de la police. En réaction, de nombreuses violences urbaines éclatent dans les banlieues françaises. Les émeutes, d'abord limitées à Nanterre, s'étendent à plusieurs banlieues parisiennes, notamment à Clichy-sous-Bois ou Colombes. Elles gagnent ensuite la France entière. Un retour au calme est observé au bout d'une semaine.

Émeutes consécutives à la mort de Nahel Merzouk
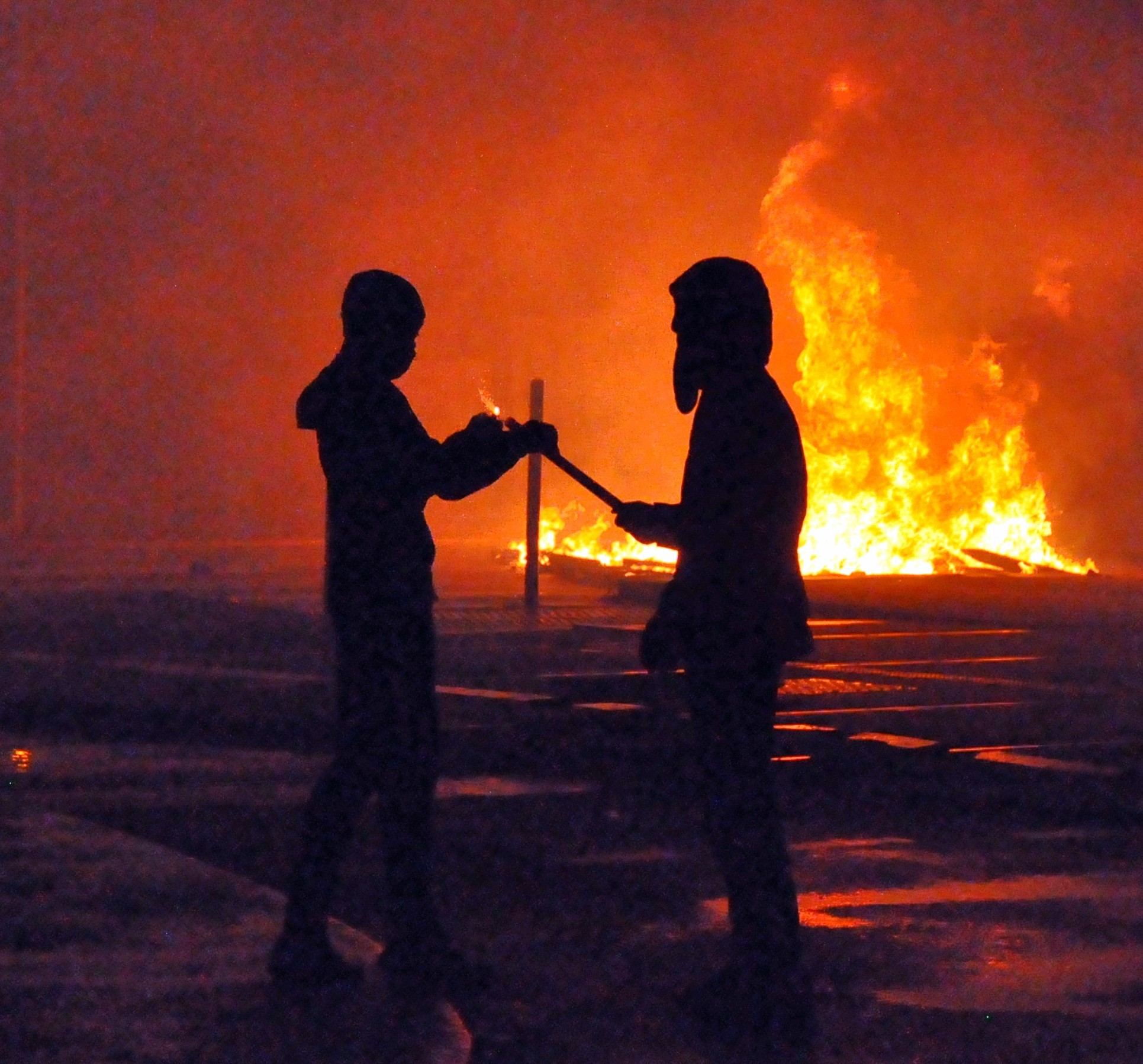
Violences urbaines à Besançon.
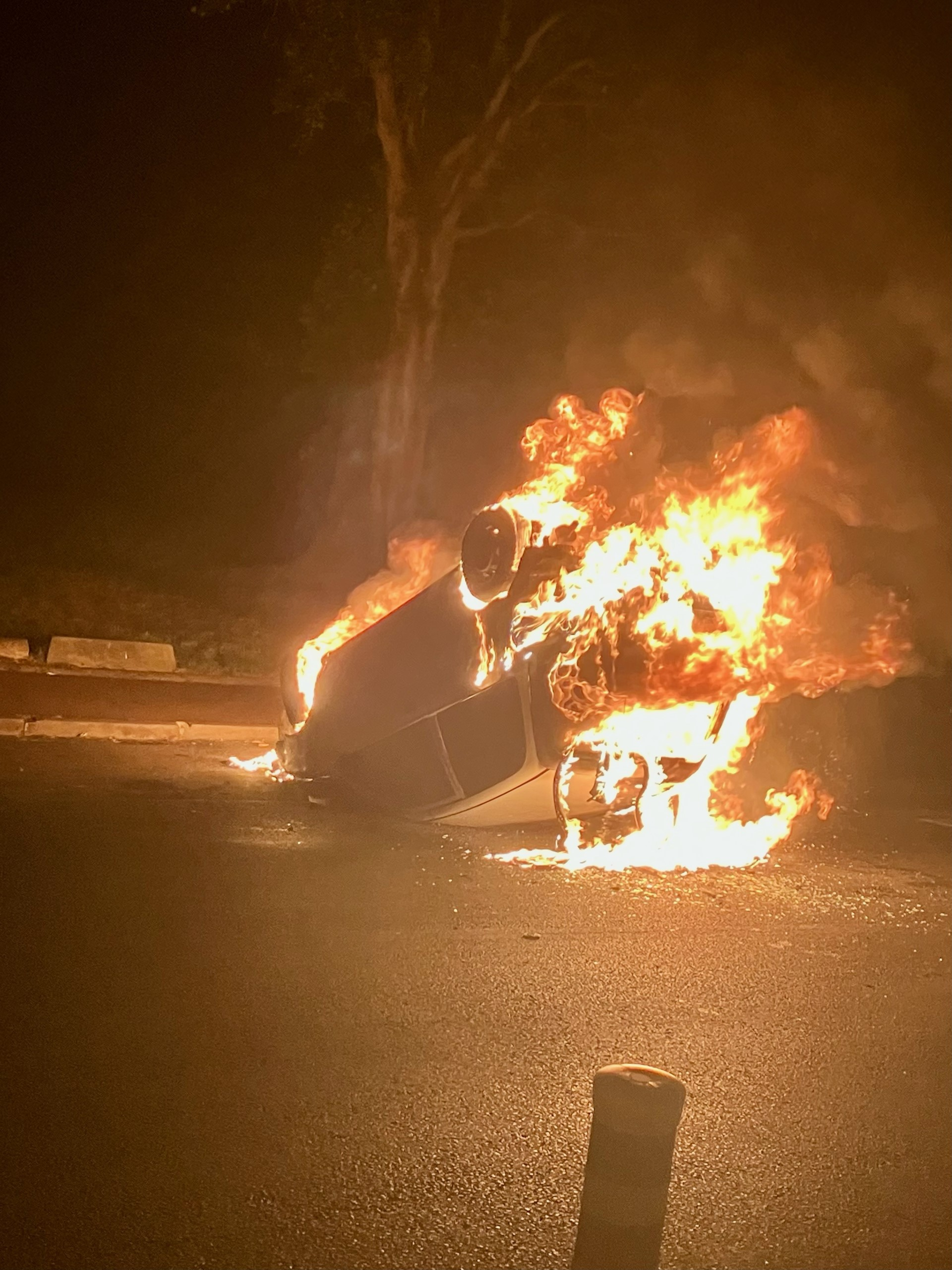
Véhicule en feu à Champigny-sur-Marne.
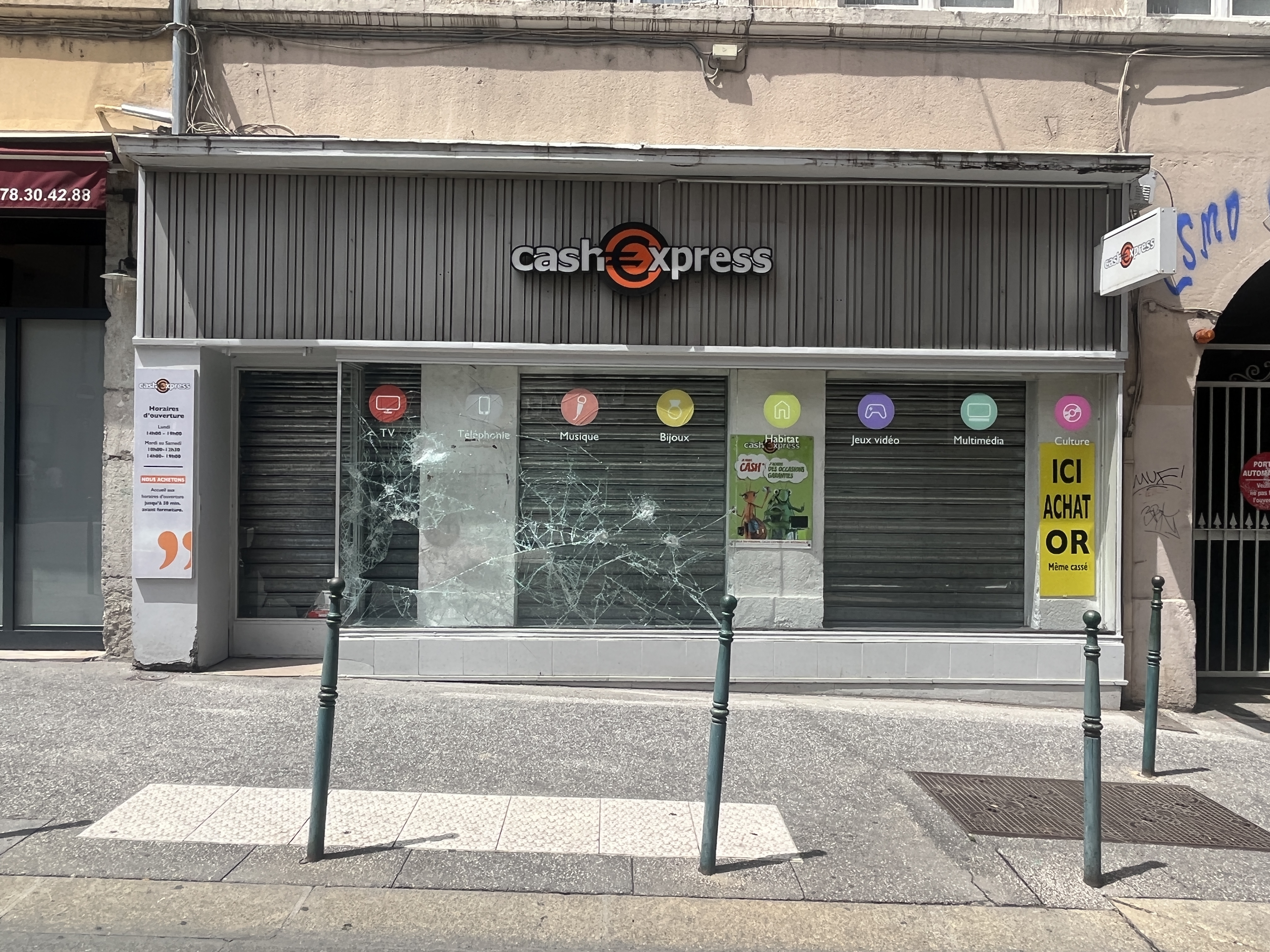
Magasin vandalisé à Lyon.
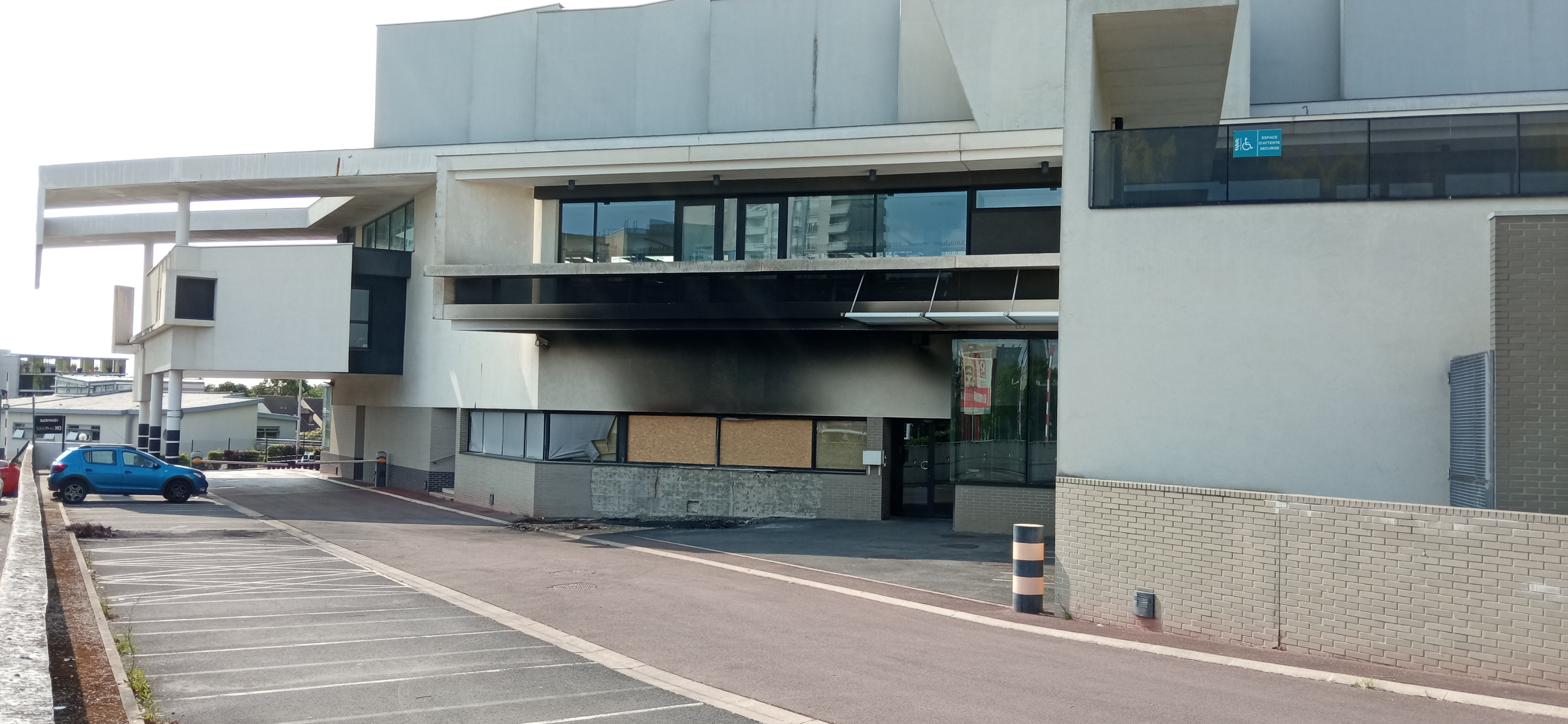
Médiathèque incendiée à Reims.

## Causes supposées

### Augmentation des violences«ordinaires»

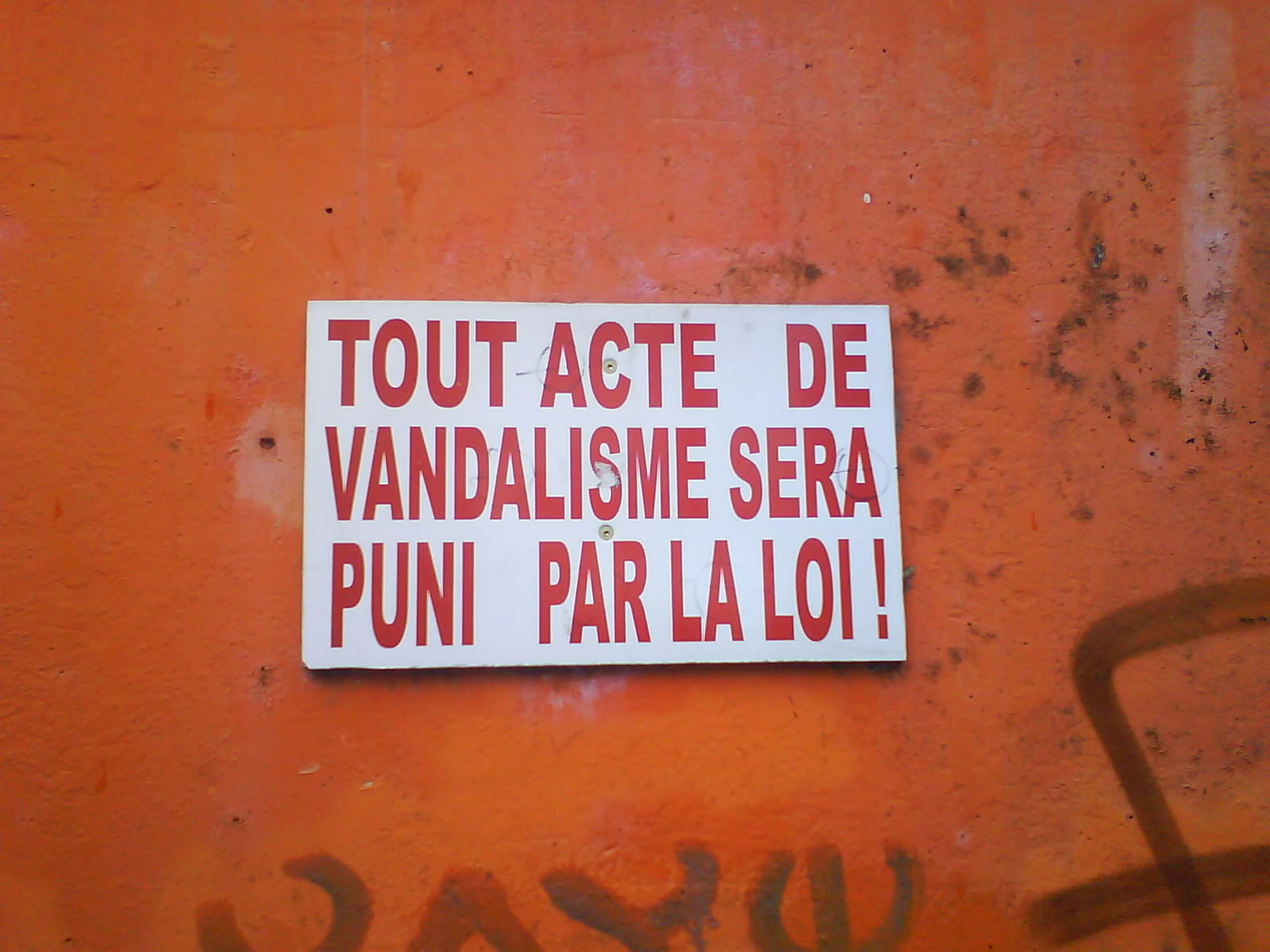
Une pancarte rappelant l'interdiction de vandalisme.

En 1992, Gérard Larcher indique noter une augmentation claire des agressions contre les biens (vandalisme et vols) et contre les personnes (vols à l'arraché, coups et blessures) depuis le rapport précédent datant de 1983 : plus de 50 % des vols à la roulotte et près de 70 % des vols avec violence sans arme à feu. Il remarque l'apparition d'actes de violences urbaines en dehors des émeutes : jets de cailloux sur les voitures de police, camions de pompiers ou transports en commun, attaques de mairies ou de commissariats. Les bandes de délinquants passent de quelques membres à une douzaine, voire plus. Pour Larcher, il s'agit de « loubards ». Même si le problème des bandes très organisées ne se pose pas encore, il s'inquiète déjà de l'apparition de « structures rappelant celles des gangs américains ». Enfin, Larcher remarque la baisse de l'âge des premiers délits : les faits commis par des enfants de douze à quinze ans sont de plus en plus nombreux, entre autres en raison de la relative impunité des délits commis par des personnes mineures.
Les acteurs sociaux-professionnels qui travaillent dans les quartiers concernés n'y vivent pas mais retournent chez eux le soir. Les habitants se barricadent chez eux une fois la nuit tombée. Ainsi, les seules personnes en présence dans le quartier après une certaine heure sont les jeunes « difficiles » et les forces de l'ordre.

### Relation avec l'État
Les violences urbaines s'appuient, d'après Angelina Peralva, sur différentes variables : l'intégration par le travail remise en cause par des taux élevés de chômage dans les banlieues françaises, des politiques répressives et un échec des politiques publiques de prévention à l'adresse des jeunes. Pour Larcher, il ne faut pas négliger la gravité de l'abandon et de l'impuissance des adultes pour les jeunes des quartiers : parents absents ou démunis et autorités débordées. Les travailleurs sociaux des quartiers estiment, eux aussi, que « les gens de terrain ont l'impression d'être abandonnés par les institutions ».

#### Médiatisation des revendications
Certains habitants des quartiers estiment que l'État ne fait rien pour eux et utilisent l'émeute pour exiger la justice. Les jeunes des quartiers, voyant l'attention que les médias leur portent et l'absence de remise en question de leurs actes par des journalistes intéressés par l'information exclusive, peuvent se sentir mis en valeur en exprimant leurs revendications de façon violente devant une caméra.

#### Faiblesse des institutions
Dans les quartiers excentrés du centre-ville, on trouve au mieux une antenne ou une annexe de l'administration plutôt qu'un bâtiment dédié. En 1992, La Poste n'a de bureau que six fois sur dix dans les quartiers identifiés comme difficiles, une situation qui empire depuis la prise d'autonomie du service, qui doit répondre à des logiques supplémentaires de rentabilité.
Si en Île-de-France, la proportion des moins de 20 ans en 1992 est de 27 %, dans les quartiers en développement social, c'est 40 % en moyenne. Des taux plus élevés sont enregistrés dans des quartiers de Chanteloup-les-Vignes (50 %) ou des Ulis, où on compte en 1992 53 % de moins de 15 ans, et 24 % d'habitants âgés de 15 à 25 ans. Dans un contexte où il est difficile de retrouver des amis dans les lieux sociaux habituels, dont l'autorité faiblit, et dans les logements trop petits pour la famille, les jeunes conduisent leurs activités sociales dans la rue, sans contrôle extérieur.
La présence des services publics de l'État doit se faire, pour Larcher, d'abord par un bon système de transports en commun, les familles n'ayant pas forcément les moyens de s'offrir un véhicule particulier. De même pour les écoles, dont « nul ne songerait à contester l'évidente nécessité » pour les enfants qui ne parlent pas français au sein du foyer. La police, enfin, est le troisième pilier de la présence nécessaire de l'État, pour assurer la sécurité des populations vulnérables.
Après les émeutes de 1990 à Vaulx-en-Velin, le premier ministre Michel Rocard affirme que « les institutions locales, dans leur diversité, n'avaient pas été en mesure de déceler le lourd ressentiment qui s'était accumulé entre la jeunesse de ces cités et les forces de l'ordre ». Dans ses entretiens avec une dizaine de jeunes du même quartier, il entend les propos suivants :

« Le problème des quartiers, c'est l'emploi. On voit beaucoup de chantiers, de constructions mais jamais les jeunes de chez nous n'y travaillent. On est tous en liste d'attente pour des stages et on attend l'été pour faire les fruits. C'est pas une vie. Nos petits frères, on se demande ce qu'ils vont devenir. Pourquoi y a-t-il des éducateurs ? Pourquoi pas des jeunes qui viendraient d'autres villes et qui nous diraient comment ça se passe chez eux ? Les éducateurs, ils arrivent dans le quartier à midi. On frappe chez eux, ils sont au bar. Si on veut monter un projet, rien que pour le taper, il faut demander à la mairie, qui nous envoie au centre social, qui nous dit d'aller acheter du papier. Les îlotiers, au début, on discutait avec eux, on a même fait des matchs de foot. Maintenant qu'ils nous ont tous fichés avec adresses et photos, on ne les voit plus. Ils profitent de leur métier pour nous maltraiter. Les médias nous salissent, ils nous traitent de voleurs. Les commerçants parlent trop, on les nourrit en achetant chez eux et eux ils disent aux médias qu'on est des dealers, alors on casse… »

#### Rapport à la police
Le comportement des policiers, entre contrôles abusifs, violences sexuelles et insultes racistes, est mis en cause dans plusieurs affaires : les violences policières sont systématiquement invoquées comme la cause des émeutes urbaines,.
La mise en place d’une police de proximité est perçue par les jeunes comme un renforcement de la traque policière et d’un arbitraire qui vise en priorité les personnes issues de minorités ethniques. En témoignent des cris pendant les émeutes comme « y’en a marre des flics, des contrôles, marre de tout », entendu en 2000 à Montbéliard.
Le sentiment d'impunité des mineurs est également ressenti par les forces de l'ordre et les habitants du quartier, sachant que les jeunes sont souvent entraînés par leurs aînés au courant de cette impunité. Le noyau dur des délinquants, lui, se définit par la délinquance multirécidiviste ou par la toxicomanie ; il est considéré comme perdu et chaque intervenant social refuse de s'en occuper, souhaitant seulement que la police les envoie en prison. Ces discours entretiennent l'illusion que la disparition d'une trentaine de jeunes ramène le calme dans les quartiers, ce qui attise les tensions.

### Stigmatisation des habitants de banlieue
Les quartiers qui bénéficient de plus d'actions publiques sont souvent victimes d'une xénophobie plus forte : les politiques publiques sont « une source d'exaspération de la part des habitants qui refusent de voir financés des gens dont ils ne veulent pas entendre parler ». Les propos tenus pendant la guerre du Golfe (1990-1991), entre autres, ont créé un climat de peur de l'islam : « Les quartiers défavorisés de nos villes dans lesquels réside une forte proportion de musulmans s'en sont trouvés entourés d'un halo de suspicion qui a parfois été cruellement ressenti ». La population maghrébine souffre fortement de cette guerre : les mosquées sont surveillées, les contrôles au faciès renforcés sous le plan Vigipirate. Une fois le conflit terminé, la suspicion ne disparaît pas, et certains jeunes utilisent le modèle de la révolte palestinienne pour se soulever contre l'oppresseur désigné dans les banlieues : la police.
En 1990, le préfet de Seine-Saint-Denis estime compter 60 000 immigrés clandestins dans son département, plus souvent d'Afrique subsaharienne que du Maghreb. Ces immigrés, sans soutien de l'État ou d'un quelconque dispositif, ont tendance à rejoindre les personnes qu'ils connaissent et qui sont entrées légalement sur le territoire français. Le taux de ménages d'ascendance non française varie entre 30 % (Mermoz Sud, à Lyon) et 60 % (Cité des 4000, La Courneuve). Les personnes restent hébergées chez leurs connaissances : comme elles n'ont pas de papiers, la mairie ne leur donne pas de logements. La forme la plus directe des relations conflictuelles entre jeunes et police est le « harcèlement routinier des contrôles d'identité ».
Toutefois, les banlieues françaises se démarquent des quartiers difficiles du reste du monde par les origines variées de leurs habitants, et que si la xénophobie est présente, en l'absence d'ethnie majoritaire, la discrimination se fait plus souvent par le nom du quartier que par l'ascendance plus ou moins éloignée.

### Chômage

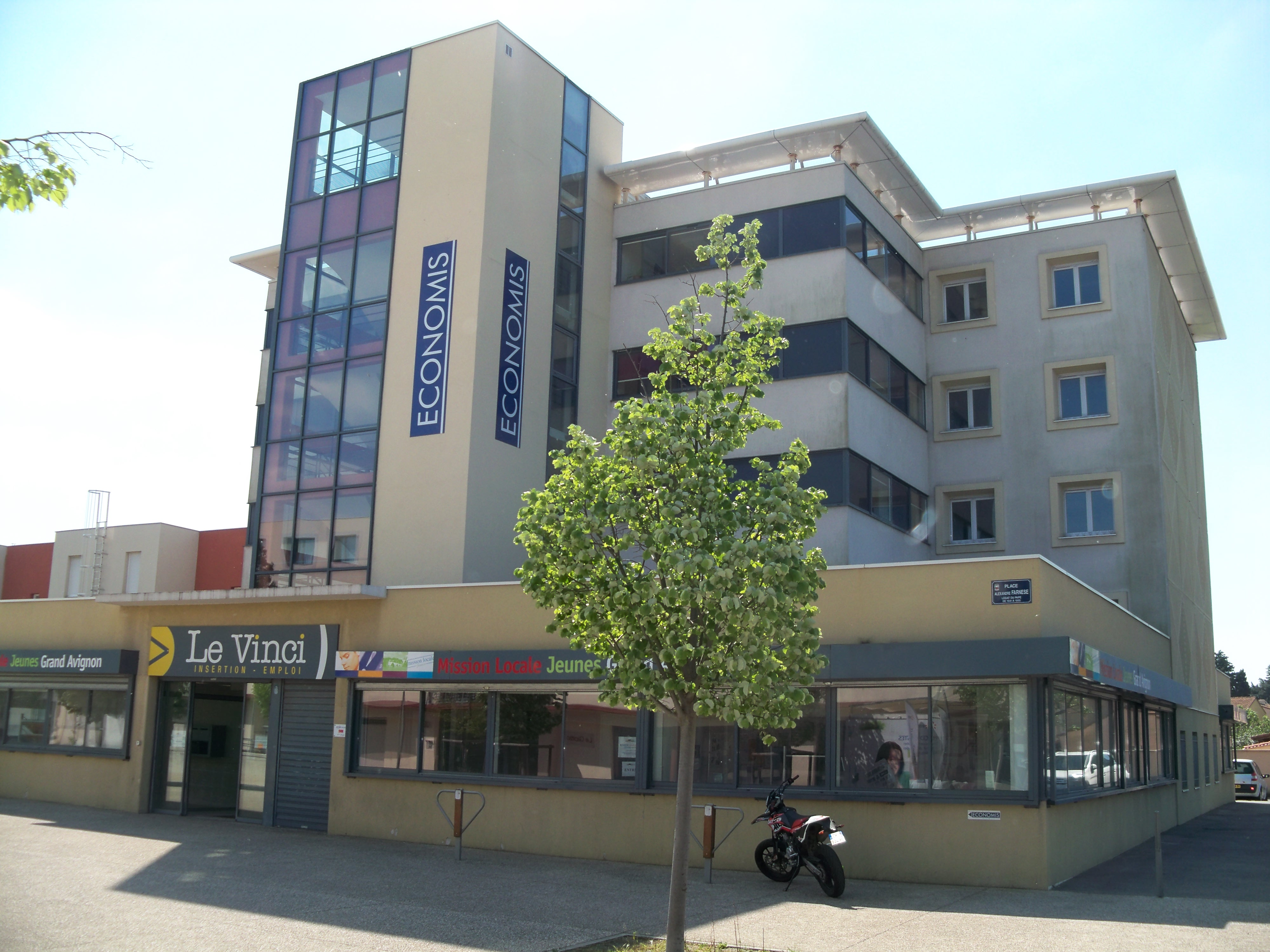
Une mission locale à Avignon.

Presque tous les quartiers sensibles identifiés par Gérard Larcher ont un taux d'inactivité situé au-dessus de la moyenne nationale, avec des quartiers à plus de 50 % de chômage au sein de la population active. Sur certains quartiers, le taux de chômage des jeunes peut dépasser de plusieurs dizaines de points celui moyen de la ville.
Larcher identifie plusieurs causes à ce chômage : d'abord, le besoin croissant de main-d'œuvre qualifiée, alors qu'un certain nombre des habitants des quartiers ont souvent arrêté leurs études avant d'obtenir le diplôme requis. Ensuite, dans certaines zones (par exemple à Chanteloup-les-Vignes et Mantes-la-Jolie), le démantèlement de l'industrie automobile n'a pas été suivi de la reconversion des anciens ouvriers. De plus, la banalisation des violences quotidiennes mène à la délocalisation de petites et moyennes entreprises du secteur, ce qui nuit à l'animation et au tissu économique locaux. Enfin, les jeunes habitants sont discriminés lors des processus d'embauche, parfois en raison de leurs origines, toujours en raison de leur quartier.
En 1992, 85 % des zones sensibles françaises ne disposent pas de services publics permanents d'emploi (type Agence nationale pour l'emploi) ou de formation continue : ces organismes sont implantés en centre-ville plutôt que près des fortes concentrations de population.

### Trafic de drogue

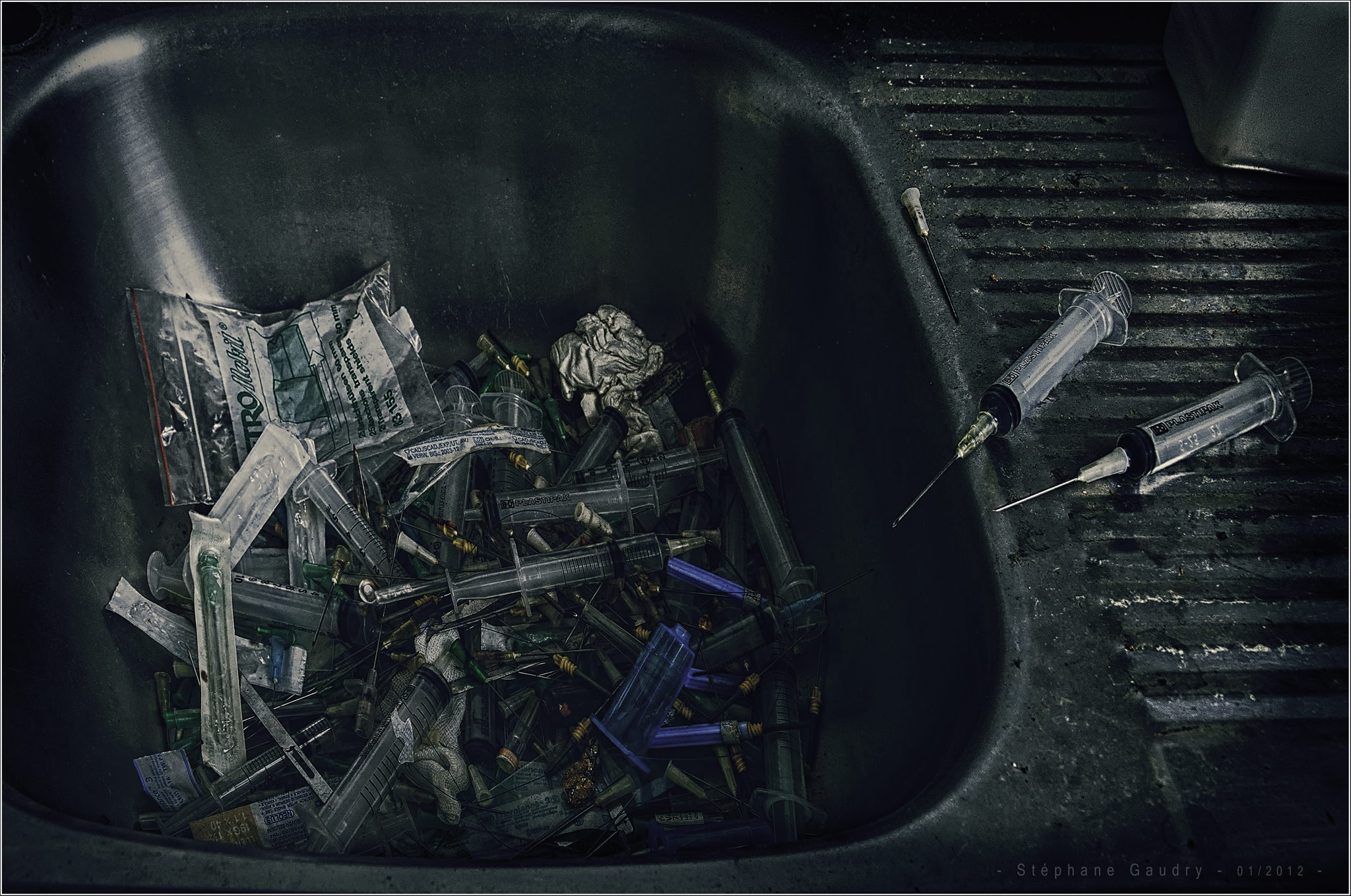
L'héroïne est une drogue dangereuse et répandue dans certains quartiers sensibles.

En 1990, après les émeutes de Vaulx-en-Velin, l'idée que les troubles sont organisés par des trafiquants de drogue est émise par une dépêche d'Associated Press et soutenue par le maire de la ville. La seule chaîne qui vérifie l'information sur place et publie un démenti est La Cinq, sur qui s'alignent les autres chaînes le lendemain.
En 1992, Julien Dray rédige un rapport sur la violence des jeunes des cités. Il met en avant le rôle des caïds et des dealers dans la manipulation de cette violence, qui sert à limiter les interventions des forces de police dans leur secteur d'activité.
En 1995, une étude effectuée sur 727 quartiers sensibles français illustre le rapport de la drogue et de la violence dans les quartiers. La consommation de cannabis augmente simplement avec la taille des agglomérations. Ce sont les facteurs liés à l'économie de la drogue qui ont un lien de causalité avec les violences urbaines : organisation des trafics, systèmes d'approvisionnement et relations entre les trafiquants, la population et les autres milieux de délinquance. La carte du trafic d'héroïne est, quant à elle, très proche de celle des émeutes, à laquelle il faut seulement ajouter les régions frontalières.
S'ajoute à cela la réticence de la police à répondre à des appels de nuit, en provenance de certaines banlieues spécifiques, lancés par des groupes de personnes droguées : les effectifs de patrouille doivent être suffisants pour affronter le groupe si besoin est, sans risquer de perdre le contrôle de la situation. Les victimes de ces attitudes ressentent l'abandon des forces de l'ordre : les habitants du quartier peuvent en déduire que leur quartier ou leur banlieue n'est pas un lieu où la loi est appliquée de la même façon qu'ailleurs.

### Trafic d'armes
En 1992, Larcher indique avoir entendu de la part d'acteurs sociaux de terrain que les jeunes des quartiers défavorisés ont une « propension récente et dangereuse [...] à se procurer et à détenir des armes à feu ». Il rappelle qu'en parallèle, d'autres citoyens résidant dans des zones exposées sont amenés à acquérir des fusils de chasse pour assurer leur défense.

### Urbanisation et architecture

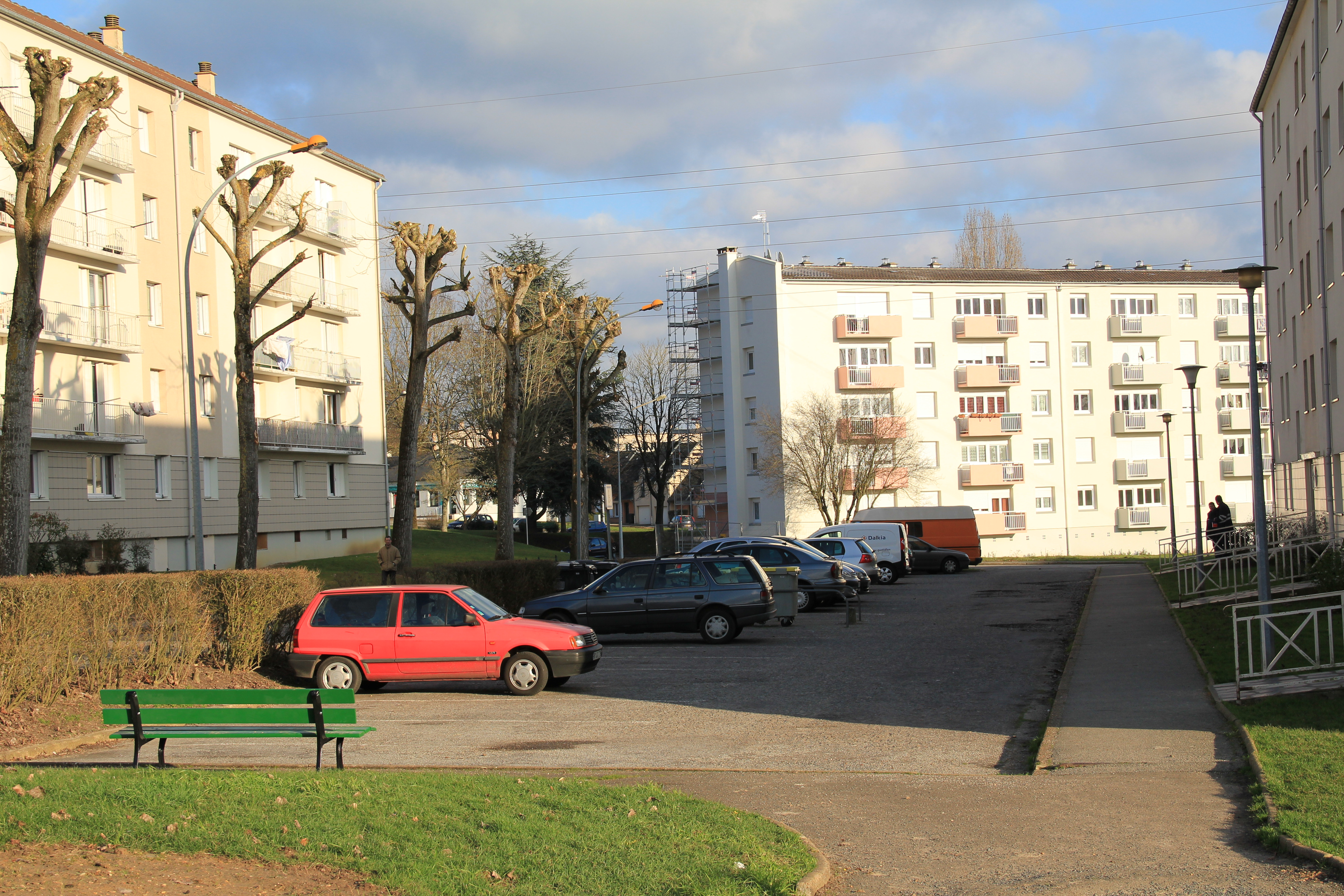
Un grand ensemble à Nogent-le-Rotrou.

L'urbanisme et l'architecture des cités sensibles construites après la Seconde Guerre mondiale facilitent l'aggravation du sentiment d'insécurité. Elles sont isolées du centre-ville, sous-équipées en installations culturelles et sportives (c'est le principe de la ville-dortoir), elles manquent de vie collective. La « dalle » qu'on y retrouve souvent aggrave l'insécurité une fois que les commerces commencent à fermer à la suite des premiers actes de vandalisme et de l'ouverture des grandes surfaces en dehors des zones urbaines. Le problème se retrouve par exemple à Bron, où l'autoroute divise en deux le quartier de Parilly et enregistre un trafic de 140 000 véhicules par jour, ce qui crée un phénomène d'exclusion évident.
Dès janvier 1983, Hubert Dubedout rédige un rapport intitulé Ensemble, refaire la ville. Il y évoque le « malaise des grands ensembles » et invoque pour expliquer ce malaise le « cadre de vie monotone, dégradé et sans âme » dans lequel coexistent les habitants des quartiers. En 1984, François Mitterrand qualifie ces lieux de « dortoirs indignes de la France » dans une interview auprès du Parisien libéré. Enfin, il mentionne « des millions de femmes et d'hommes qui apprennent à désespérer de notre société parce qu'ils ne disposent ni du logement, ni de l'urbanisme qui convient à leur dignité » en 1989. En 1990, Michel Rocard parle « d’une certaine forme d’architecture quasi concentrationnaire dans sa nature et criminogène dans ses résultats ».

## Réactions

### De l'État

#### Politique de la ville
L'État et les collectivités territoriales mettent en place une politique de la ville, qui vise à enrayer les mouvements d'émeute dans les zones urbaines françaises. Elle consiste en un ensemble d'actions de l'État et vise à revaloriser les quartiers difficiles. Elle comprend des mesures législatives et réglementaires dans le domaine de l'action sociale et de l'urbanisme. La notion du projet de rénovation urbaine dépasse l'idée de réparation et exige l'intervention active des habitants. La gestion des projets est territoriale au lieu d'être catégorielle, comme c'est le cas jusqu'en 1983.
En juillet 1991, Édith Cresson propose au Parlement la loi no 91-662 du 13 juillet 1991, dont le premier article souligne que la politique « doit promettre d'insérer chaque quartier dans la ville et d'assurer dans chaque agglomération la coexistence des diverses catégories sociales ». Cet article est abrogé en 2014.
En 1996, la politique de la ville prend son essor avec la création des zones urbaines sensibles.

#### Instances publiques
En 1981, Hubert Dubedout fait instituer la Commission nationale pour le développement des quartiers. En 1983, Banlieues 89 et le conseil national de prévention de la délinquance sont créés. En 1984, le comité interministériel des villes fait son apparition, et le délégué à la rénovation des banlieues est nommé en 1986. En 1990, un ministère de la Ville voit le jour, avec pour ministre Michel Delebarre. Il devient un simple secrétariat d'État le 3 juin 1992.
Deux angles d'attaque se recoupent et sont généralement attribués aux gouvernements de gauche ou de droite. La gauche tente de modifier le tissu social pour que les habitants du quartier ne s'y sentent plus prisonniers et retrouvent confiance en la République. La droite permet plutôt aux personnes les plus déterminées et les plus méritantes de sortir du quartier difficile.
En parallèle, l'objectif affiché est de dynamiser la cité et d'aider les gens où ils vivent. Cette tendance est lancée par le « rapport Dubedout » de 1983. Dans les années 1980, il s'agit de produire des programmes pour aider les gens dans les lieux où ils vivent. Dans les années 1990, les programmes visent à renforcer les moyens des services publics locaux puis à mettre en place des emplois subventionnés sous le gouvernement Jospin. En 1991, François Mitterrand réitère l'objectif dans son discours de Bron en promettant de mettre en œuvre « les moyens de l'Etat » par une politique d'encouragement de la vie associative et une augmentation des effectifs des services publics dans les quartiers concernés. Une augmentation du nombre d'enseignants et la mise en place de l'indice d'ancienneté sont encouragés pour les pousser à rester.
D'autres gouvernements choisissent d'utiliser les fonds publics pour encourager l'arrivée des entrepreneurs et la sortie des éléments méritants plutôt que pour entretenir des gens dans des lieux sans emploi. La création des zones franches urbaines en 1996 et le début des grands chantiers de rénovation urbaine à partir de 2003 relèvent de cette politique. Des subventions sont accordées aux employeurs qui délocalisent leur activité dans les quartiers difficiles et embauchent une certaine part d'habitants du quartier. Des contrats d'autonomie offrent une rémunération aux jeunes qui acceptent de suivre une formation.
Enfin, des solutions spécifiques sont mises en place pour l'accès à l'emploi, avec des plans locaux d'insertion par l'économie, les emplois-jeunes du gouvernement Jospin et la création d'emplois durables de responsabilisation des individus au sein du quartier. Typiquement, on y retrouve les grands frères, les adultes relais et les gardiennes de coursive.

#### Éducation

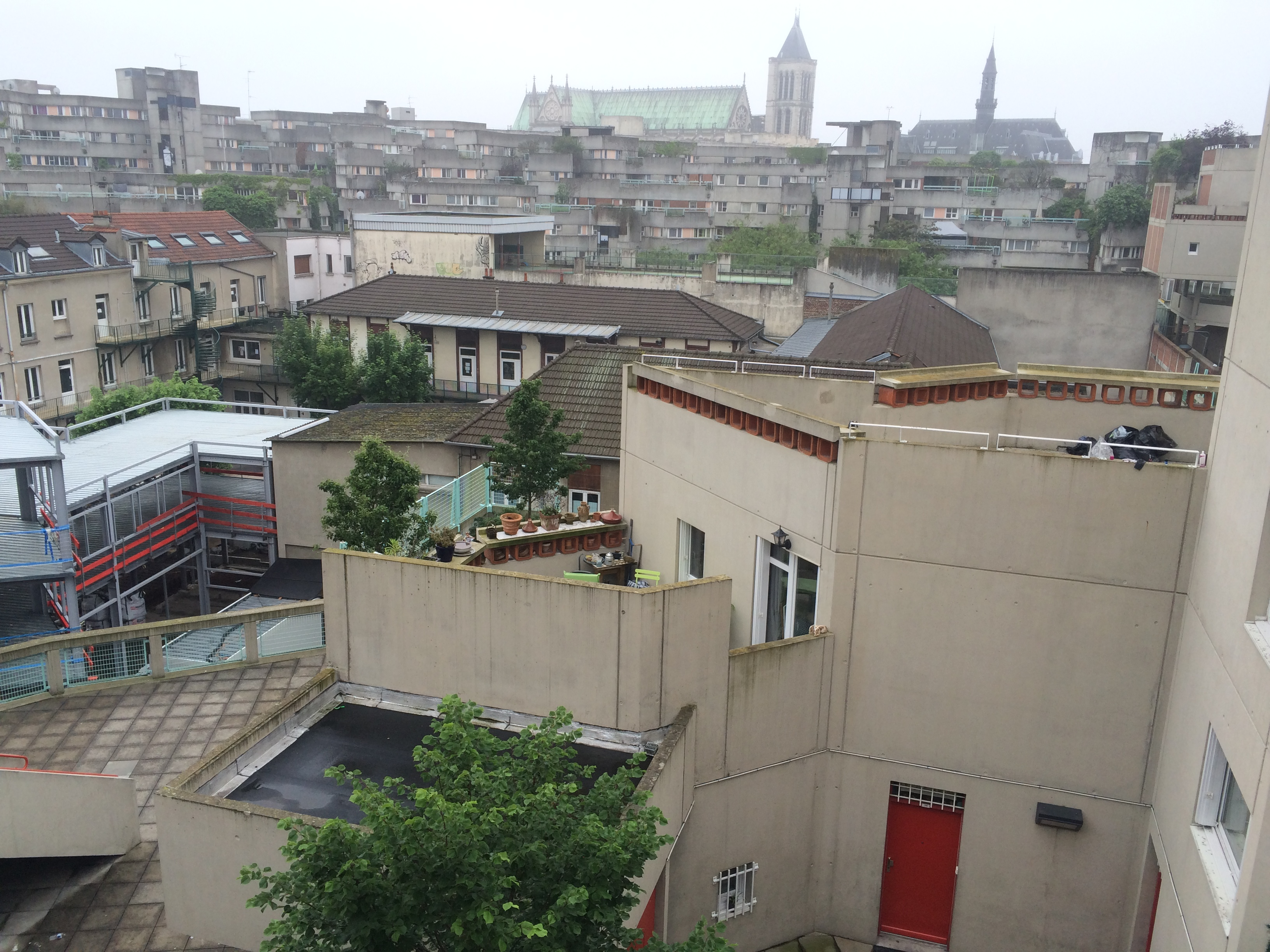
À Saint-Denis, une école primaire enclavée entre des bâtiments résidentiels.

En 1982, les zones d'éducation prioritaire (ZEP) sont créées pour favoriser la réussite scolaire dans des établissements scolaires, en leur octroyant des moyens supplémentaires.
L'autre pan de l'activité économique est de sortir les jeunes méritants du milieu difficile dans lequel ils sont. C'est par exemple le cas avec le programme Ambition réussite lancé en 2007, qui permet aux élèves ayant obtenu mention Très Bien au brevet des collèges de choisir leur lycée. D'autres internats d'excellence accueillent des élèves méritants ou à potentiel « ne disposant pas de conditions favorables chez eux ».

#### À court terme
Les violences sont comprises comme l'expression d'un malaise collectif et entendues par les responsables institutionnels.
Une approche baptisée « opération anti-été chaud » fait son apparition en réponse aux émeutes urbaines de 1991 aux Minguettes, à Vénissieux. Elle consiste à créer une organisation ponctuelle par les acteurs publics du quartiers. Par exemple, l'armée prête des tentes pour que les jeunes du quartier puissent camper pendant les vacances : les services des affaires sociales, de l'équipement et de l'intérieur travaillent en partenariat. Après les émeutes de Vaulx-en-Velin, Michel Delebarre devient ministre de la ville. Après les émeutes de Sartrouville, le maire Laurent Wetzel débloque la procédure de développement social urbain qu'il refusait jusque-là d'accepter.
D'autres réactions rapides sont condamnées à l'échec : par exemple, en 1991 à Vaulx-en-Velin, la gendarmerie doit organiser une initiation à la moto pour les jeunes du quartier. Après cette formation, toutes les motos utilisées se retrouvent volées et le nombre de vols de deux-roues de la région augmente sensiblement.
Virginie Linhart affirme que « ces réactions "immédiates" aux débordements créent les conditions d'une reproduction de ce type de violence, puisque désormais les jeunes ont acquis la certitude qu'il leur faut tout casser avant d'être écoutés ». Larcher la rejoint sur ce point et dit des politiques de la ville que « de telles politiques sont délicates à mettre en place, longues à produire leurs effets et se heurtent à la peur et aux tentations de rejet que produit la violence sur les acteurs sociaux traditionnels ». Sa solution à court terme proposée est la répression policière, qui n'a pas l'effet médiatique des infrastructures telles que les compétitions de karting, le prêt de VTT, ou encore le financement de voyages.

### Couverture médiatique
La faible lisibilité des violences urbaines pousse souvent la couverture médiatique à basculer dans l'information-spectacle : la mise en scène de la violence, avec l'objectif de permettre au public de mieux comprendre les logiques à l'œuvre dans le phénomène observé. Ce biais est d'autant plus tentant pour les journalistes étrangers que les émeutes ont lieu dans les grands ensembles, des structures opaques et peu développées en dehors de la France, plutôt qu'en centre-ville comme, par exemple, au Royaume-Uni.
La construction médiatique des émeutes se fait sur la base de lieux identifiés au préalable comme intéressants pour les médias. Par exemple, pendant les émeutes de 1995 qui suivent la mort de Khaled Kelkal, quatre chaînes de télévision d'envergure nationale remarquent qu'il n'y a « pas eu d'affrontements à Vaulx-en-Velin », où les confrontations étaient attendues, et une seule chaîne note les villes où il y a bien eu des émeutes.
Face aux forces de l'ordre comme aux manifestants, les journalistes peuvent être accusés de détournement d'image, en particulier parce qu'ils ne comprennent pas parfaitement les mécanismes des émeutes. Ils font donc les frais d'une hostilité non négligeable de la part des deux camps des affrontements.

### Conséquences sur la politique locale
En décembre 1992, Gérard Larcher indique que le Front national regroupe 42 % des votes à Dreux et 36 % au Val-Fourré. Plus généralement, une étude du Conseil national des villes de la même époque affirme que « le comportement électoral des quartiers difficiles se caractérise par un fort taux d'abstention et par une progression du Front national qui passe de 15,4 % à 23,3 % en moyenne de 1984 à 1992 ».
Spécifiquement au cours des discussions entre les habitants du quartier de La Petite-Hollande, à Montbéliard, après l'émeute qui y a lieu en 2000, les « petits immigrés » sont accusés. Un tract du Mouvement national républicain est distribué dans toutes les boîtes aux lettres du quartier. Quelques jours plus tard, des grands graffitis « Nique ton Mohamed » sont inscrits sur le palais de justice, le siège du PS et le supermarché.

## Dans la culture

### Musique
À partir du début des années 1990, le rap français dénonce la situation sociale dans les cités. C'est en particulier le cas du groupe Suprême NTM, originaire de Seine-Saint-Denis : en 1996, la chanson Qu'est-ce qu'on attend pour foutre le feu cause la polémique,.
Dans les années qui suivent, plusieurs groupes de rap reprennent la sonorité de son nom. Vîrus évoque que les gens « s’étonnent que la violence ait pris quelques cours d’escalade — d’après mes Kelkal, ça remonte à quand j’étais gnome », utilisant donc Kelkal au lieu de calculs, une référence à la chanson Les bidons veulent le guidon où le rappeur Cassidy chantait « à la Khaled Kelkal, je calcule où je dois poser mes quelques bombes ».
En 2005, à la suite d'émeutes urbaines en France, les rappeurs sont invités à une fréquence croissante sur les plateaux de télévision. Oxmo Puccino commente que « nous sommes toujours les bienvenus pour nous exprimer sur les voitures qui brûlent. Beaucoup moins pour parler simplement de musique... ». En 2012, les rappeurs AbdulX et Cortex sont attaqués par Brice Hortefeux, respectivement pour une chanson intitulée Tirer sur les keufs et une chanson affirmant « si y a pas l'choix, j'irai tirer sur les keufs, gros ». Ils sont tous les deux relaxés.
En 2006, en référence à la déclaration de Nicolas Sarkozy, alors ministre de l'intérieur, où ce dernier indique vouloir « nettoyer la Cité des 4000 au Kärcher », Keny Arkana sort la chanson Nettoyage au Karcher, où elle affirme : « Ok pour nettoyer la racaille, mais partons donc karchériser l’Élysée ».

### Cinéma

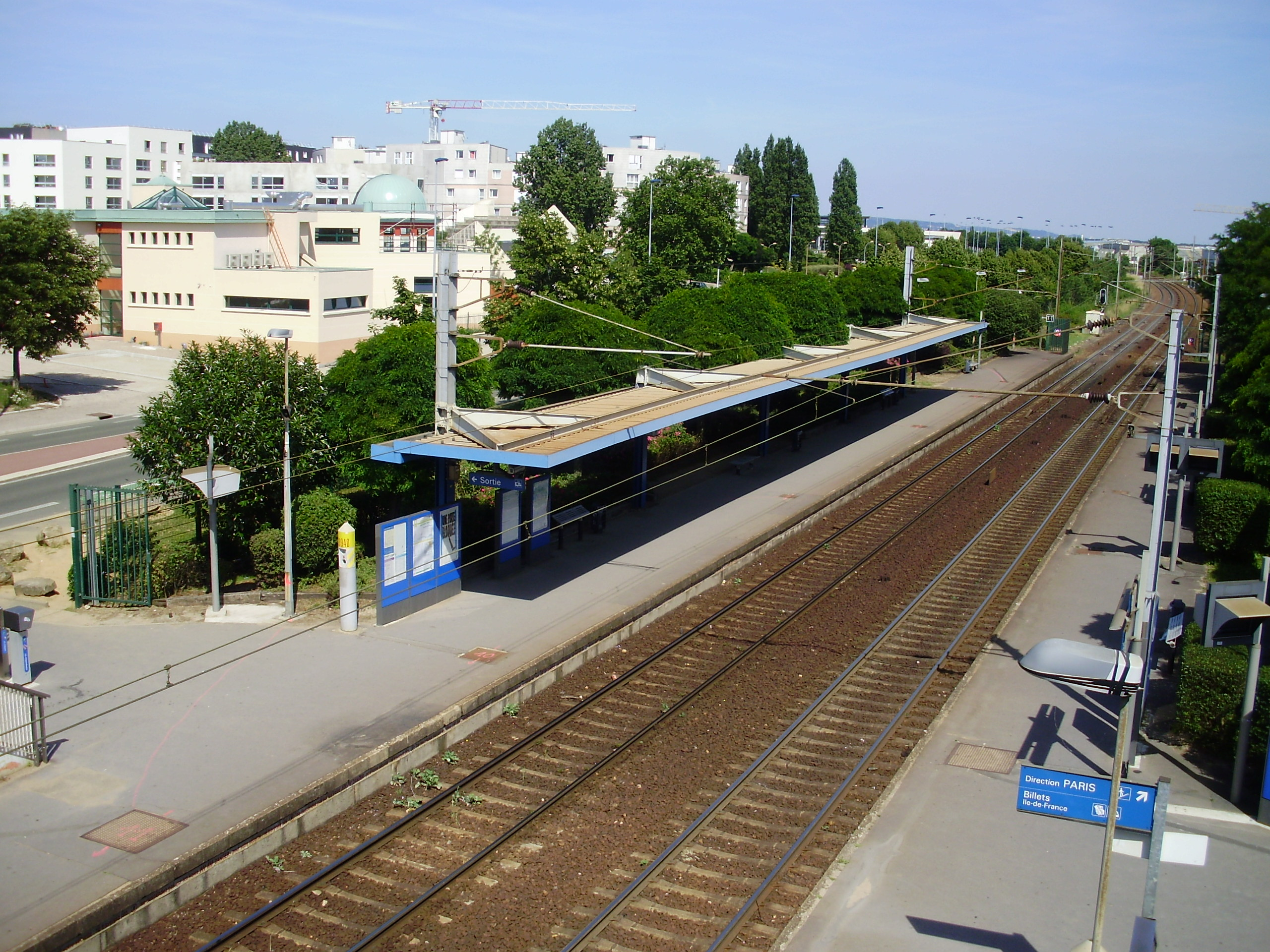
Chanteloup-les-Vignes, où le film La Haine a été tourné en 1995.

La Haine, film de Mathieu Kassovitz sorti en 1995, retrace l'histoire de trois jeunes hommes de banlieue après des émeutes urbaines. Le film trouve son origine dans la mort d'un jeune dans un commissariat du 18e arrondissement de Paris et dans les violences urbaines qui suivent. Kassovitz déclare : « La Haine n'est pas un film sur la banlieue, mais sur les bavures policières ou, plus exactement, sur la société qui autorise et suscite ces bavures ». Le film est tourné à Chanteloup-les-Vignes, banlieue difficile mais où la violence n'est pas omniprésente, ce qui permet de tourner dans la sérénité : l'équipe de tournage s'y rend trois mois à l'avance pour gagner la confiance des habitants de la cité, méfiants et « [qui] en ont forcément ras le bol de l'image qu'on donne d'eux ».
En 1997, Jean-François Richet réalise Ma 6-T va crack-er à Meaux. Richet le qualifie de « film prolétarien », dont les acteurs sont tous amateurs et où on compte huit ou neuf personnages principaux plutôt qu'un seul. Le tournage dure plus de deux ans en raison du manque de budget et d'aléas, comme l'emprisonnement pendant un an d'un des acteurs principaux. Si La Haine se déroule dans un contexte d'émeute mais suit l'histoire de quelques protagonistes en parallèle de ces violences, L'Esquive filme les émeutes elles-mêmes.